# 沃森 (人工智能程序)

沃森的头像，靈感来自IBM智慧地球標誌

沃森（英語：Watson）是能够使用自然语言来回答问题的人工智能系统，由IBM公司的首席研究员大衛·費魯奇所领导的DeepQA计划小组开发并以该公司创始人托马斯·J·沃森的名字命名。
2011年，沃森参加综艺节目《危险边缘》来测试它的能力，这是该节目有史以来第一次人与机器对决。2月14日至16日广播的3集节目中，沃森在前两轮中与对手打平，而在最后一集里，沃森打败了最高奖金得主布拉德·鲁特尔和连胜纪录保持者肯·詹宁斯。沃森赢得了第一笔奖金100万美元，而肯·詹宁斯和布拉德·鲁特尔分别只有30万和20万。赛后，詹宁斯和鲁特表示将一半奖金用于慈善事业，IBM公司也将沃森的奖金分给了两家慈善机构。
沃森在比赛节目中按下信号灯的速度始终比人类选手要快，但在个别问题上反映困难，尤其是只包含很少提示的问题。对于每一个问题，沃森会在屏幕上显示3个最有可能的答案。沃森4TB磁盘内，包含2億页结构化和非结构化的信息，包括维基百科的全文。在比赛中沃森没有链接到互联网。

## 结构

Watson中使用的IBM DeepQA的高級體系結構
The high-level architecture of IBM's DeepQA used in Watson

沃森是IBM制造的电脑问答（Q&A）系统。IBM介绍时说“它是一个集高级自然语言处理、訊息检索、知识表示、自动推理、机器学习等开放式问答技术的应用”，并且“基于为假设认知和大规模的证据搜集、分析、评价而开发的DeepQA技术”。

### 硬件
根据IBM的说法：
沃森是一台专为复杂分析而优化设计的系统，整合大规模并行处理器POWER7和IBM DeepQA软件使其能在3秒内回答危险边缘的问题成为可能。沃森是由90台IBM Power 750服务器（还包括10个机柜里额外的输入输出端口、网络和集群控制器节点）组成的集群服务器，共计2880颗POWER7处理器核心以及16TB内存。每台Power 750服务器使用一个3.5GHz、8核心，每核心4线程的POWER7处理器。只有POWER7处理器强大的并行计算能力才能勉强运行沃森安装的IBM DeepQA软件。
John Rennie说，沃森每秒可以处理500GB的数据，相当于1秒阅读100万本书。IBM研发负责人和高级顾问Tony Pearson估计沃森的硬件花费近300万美元，其80 TeraFLOPs的处理能力在超级电脑世界500强排名第94，在超级电脑世界50强排名第49。Rennie还说，比赛的数据是存放在沃森的内存中的，因为硬盘的存取速度太慢了。

### 软體
沃森的软件由數種不同語言寫成，包含Java、C++和Prolog等，并且采用Apache Hadoop框架做分布式计算，还有Apache UIMA（Unstructured Information Management Architecture）框架、IBM DeepQA软件和SUSE Linux Enterprise Server 11 操作系统。“……超过100项不同的技术被用在自然语言分析、来源识别、寻找并生成假设、挖掘证据以及合并推翻假设。”

### 数据
沃森的信息来源包括百科全书、字典、词典、新闻和文学作品。沃森也使用数据库、分类学和本体论。特别是DBpedia, WordNet,和Yago。
IBM小组为沃森提供数百万的文档，其中包括字典、百科全书和其他能建立知识库的参考材料。尽管沃森在比赛中没有链接互联网，它4TB的磁盘上仍有2亿页结构化和非结构化的信息供其使用，其中包括了维基百科的全文。

## 操作

面对一个问题时，沃森能同时运行成千上万种算法寻找答案，然后把这些答案汇合，并算出对每一个答案的确信程度。

危险边缘游戏中，所有选手（也包括沃森），必须等到主持人将每个线索念完，然后就绪灯亮起，第一个按下抢答器按钮的人可以获得回答问题的机会。沃森像接收电子文本一样得到这些线索的同时这些线索也显示给人类选手。然后它会将这些线索解析为不同的关键字和句子片段，这样做是为了查找统计相关词组。沃森最革新的并不是在于全新的操作算法，而是能够快速同时运行上千的证明语言分析算法来寻找正确的答案。算法找出的相同答案越多，沃森就越肯定答案正确。一旦沃森发现一个潜在的解决方法，并且这个解决方法有效，它就会核对数据库来确定答案。在前20个问题中，人类选手抢答平均需要6～7秒，而沃森视听到线索来决定是否抢答。在这段时间内，沃森还必须评价反应和判断对答案是否自信十足。在危险边缘比赛取得胜利的部分系统是用来接收“就绪”信号和检查沃森是否有足够的信心去按响抢答器的电路系统。由于电子信号传递速度比人类反应速度快许多，沃森的反应明显比人类选手要快，但是人类选手会对就绪信号灯亮起的时刻作出预测。拿到抢答权后，沃森将答案按危险边缘的格式整理并用电子语音读出。沃森的语音是演员傑夫·伍德曼（Jeff Woodman）录制的，他参与了2004年IBM语音合成项目。

### 与人类选手比较

沃森的基本工作原则是解析线索中的关键字同时寻找相关术语作为回应。这使得沃森与人类选手既有优势又有劣势：沃森不擅长理解线索之间的关联。所以人类选手通常比沃森更快生成思路，尤其當线索很少的的时候。沃森的程序不允许其使用在未确定答案前就按响抢答器这种大众化战术。一旦生成了答案沃森就会迅速反应，按下抢答器，而不会受到人类选手的心理战术影响。
危险边缘的工作人员使用了不同的手段来显示沃森和人类选手按下抢答器的状态，但是却一直备受争议。人类选手用的是一盏灯，他们需要0.1秒的时间来反应。而沃森使用的是电子信号，能在8毫秒内（0.008秒）激活抢答器。人类选手尝试要求补偿知觉延迟造成的误差，但两者之间的反应时间差依旧是太大了。因为沃森并不需要估算就绪信号何时到达。

### J! Archive
- Jeopardy! Show #6086 - Game 1, Part 1 （页面存档备份，存于）
- Jeopardy! Show #6087 - Game 1, Part 2 （页面存档备份，存于）
- Jeopardy! Show #6088 - Game 2 （页面存档备份，存于）

### 视频
- PBS NOVA documentary on the making of Watson （页面存档备份，存于）
- YouTube上的IBM and the Jeopardy Challenge（3:59）, IBM
- YouTube上的IBM "Watson" System to Challenge Humans at Jeopardy!（2:29）, IBMLabs
- YouTube上的Building Watson – A Brief Overview of the DeepQA Project（21:42）, IBMLabs
- YouTube上的Trial run